# Burgstall Stauf
Der Burgstall Stauf oder Staufenberg ist der Überrest einer abgegangenen hochmittelalterlichen Burg. Er liegt oberhalb von Stauf, einem Stadtteil von Neumarkt in der Oberpfalz, auf dem Gipfelplateau des Staufer Berges. Von der Anlage sind nur wenige geschichtliche Daten des Burgadels aus dem Spätmittelalter bekannt. Von der Burg selbst ist keinerlei Bausubstanz erhalten, nur ein Ringwall um das gesamte Plateau und ein mächtiger Abschnittsgraben, der das Gipfelplateau teilte, sind noch zu sehen. Diese hochmittelalterliche Burganlage könnte aber möglicherweise an Stelle einer älteren Befestigung erbaut worden sein. Heute ist die frühere Burg als Bodendenkmal D-3-6734-0038 „Mittelalterlicher Burgstall“ vom Bayerischen Landesamt für Denkmalpflege erfasst.

## Geographische Lage

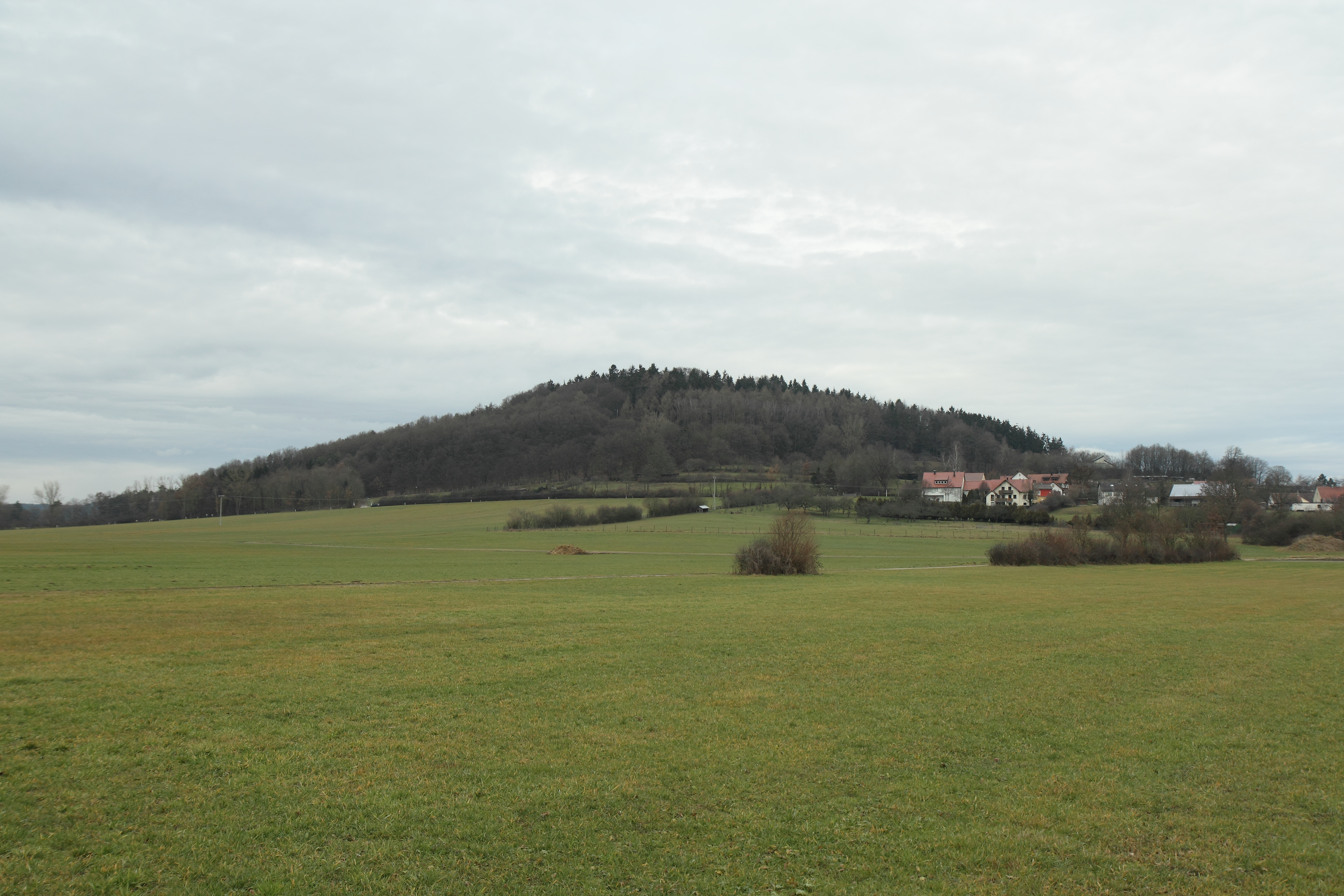
Bild 2: Ansicht des Staufer Berges aus südlicher Richtung (Dezember 2013)

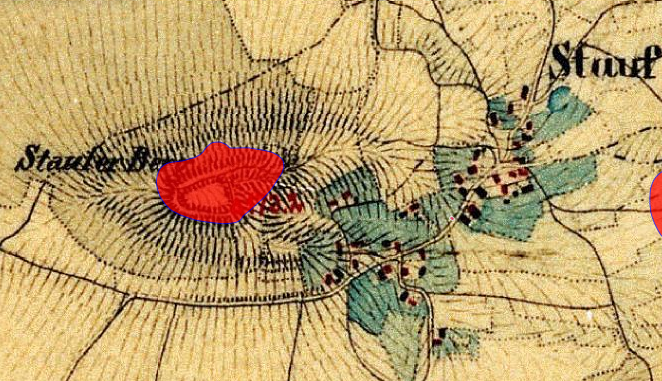
Lageplan des Burgstalls Stauf auf dem Urkataster von Bayern

Die Burgstelle liegt im zentralen Bereich des Mittelgebirges Frankenjura, auf dem 512 m ü. NN hohen Staufer Berges, einem ovalen und von Osten nach Westen gerichteten Zeugenberg. Der frei stehende Berg fällt an allen Seiten steil etwa 80 Höhenmeter ab.
Der Burgstall befindet sich rund 730 Meter westsüdwestlich der Ortskirche St. Walburga in Stauf oder etwa 3100 Meter südwestlich der Innenstadt von Neumarkt in der Gemarkung Stauf.
In der Nähe befinden sich noch weitere ehemalige mittelalterliche oder vorgeschichtliche Burgen: rund 3,1 Kilometer nordnordwestlich der Burgstelle liegt der Burgstall Pölling bei Rittershof. Etwa 4,9 Kilometer nördlich befindet sich auf einer Bergkuppe des Schlossberges die Burgruine Heinrichsbürg, sechs Kilometer nordöstlich liegt die Burgruine Wolfstein. Auch in Neumarkt befand sich eine Burg, das heutige Pfalzgrafenschloss Neumarkt. Von der Burg Stauf oder Staufenberg bestand direkter Blickkontakt zur 8,4 Kilometer in südwestlicher Richtung gelegener Burg Mönning, dem heutigen Burgstall Möningerberg.
Ein sehr großer vorgeschichtlicher Ringwall befindet sich auf dem südlich gelegenen Buchberg, eine weitere Vor- und frühgeschichtliche Befestigung, die aber auch im Mittelalter eine Burg trug, lag über dem Ort Deining, etwa neun Kilometer südöstlich. Eine weitere Burgstelle lag 9,3 Kilometer östlich, der Burgstall Rothenfels bei dem gleichnamigen Ort.

## Geschichte
Bis heute sind keine Informationen über die Burg auf dem Staufer Berg, in früheren Urkunden auch Staufenberg genannt, selbst bekannt. Nur der Burgadel wurde 1410 mit einer Stauferin von Staufenberg erwähnt, sie war damals mit Friedrich von Raitenbuch verheiratet. Die Ministerialenfamilie der Raitenbucher, die dem Bistum Regensburg dienten, erbauten auch die Burg Hohenfels und die Burg Ehrenfels. Auch Albert III. von Stauffenberg, 1409 bis 1421 Bischof von Regensburg, ist dieser Familie zuzuordnen.
Vermutlich gehörten auch die 1424 und 1427 genannten Hans bzw. Dietrich von Staufenberg zu diesem Burgadel. Die hochmittelalterliche Burg könnte wahrscheinlich im Bereich eines früheren Ringwalles erbaut worden sein. Beim Bau der Burg wurde der Ringwall genutzt und der Abschnittsgraben angelegt.

## Beschreibung
Die Burgstelle liegt auf dem längsovalen Gipfelplateau des Staufer Berges (Bild 2), das ringsum vom einen Ringwall umzogen ist. Der Wall liegt etwa acht Meter unterhalb des Plateaus des Berges und bildet zu dieser Bergkuppe einen Graben als zusätzliches Annäherungshindernis. Heute ist der Wall noch bis zu 2,5 Meter hoch erhalten, an einigen Stellen ist er aber völlig verflacht und zu einer Hangterrasse erodiert (Bild 4 und 5). Die am besten erhaltenen Stellen liegen an der Nordostseite (Bild 6) und an der Westspitze des Berges (Bild 7), an der Südostseite setzt der Wall heute fast völlig aus (Bild 8). Die steil aus dem so gebildeten Ringgraben ansteigende Bergkuppe wird von einem rund acht Meter tiefen und gerade von Norden nach Süden verlaufenden Abschnittsgraben (Bild 1, 3 und 9) in einen etwas größeren westlichen und einen östlichen Bereich zweigeteilt. Er durchsticht auch den Ringwall an der Nordseite (Bild 6). Am nördlichen (Bild 10) sowie am südlichen Ende dieses Graben sind jeweils Abraumhügel sichtbar, wobei der nördliche eher kleiner ist und der nördliche eine stattliche Größe aufweist.
Die hochmittelalterliche Burg stand auf dem etwa 80 mal 50 Meter großen Areal an der Westseite, östlich des Grabens befand sich möglicherweise eine Vorburg. Das relativ ebene, nur zu den Rändern etwas abfallende Gelände der Burg weist heute keinerlei Besonderheiten oder Spuren von einstiger Bebauung mehr auf, lediglich an der Hangkante im Süden könnte eine nur noch schwach erkennbare Geländestufe darauf hinweisen.

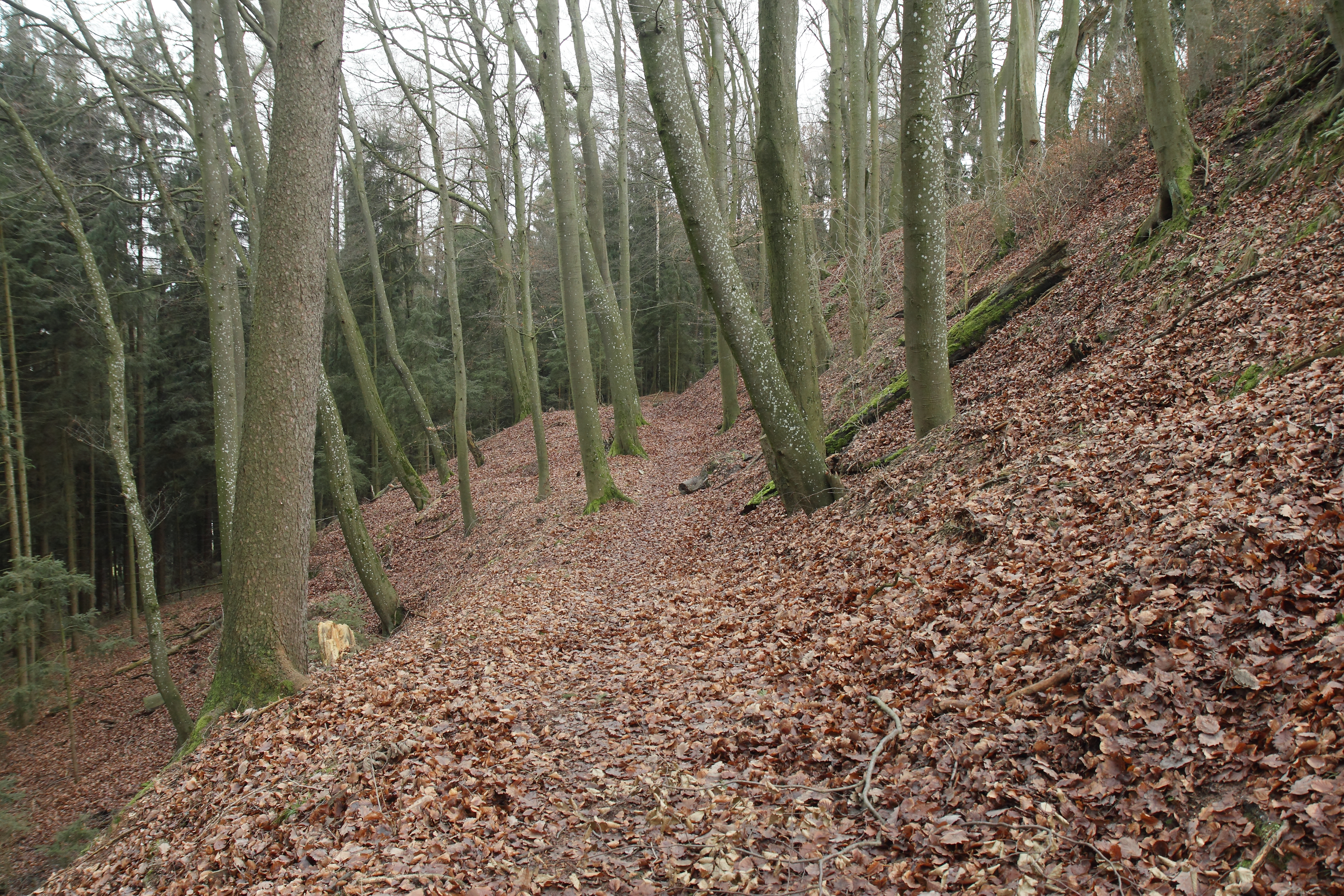
Bild 4: Stark erodierter Ringwallabschnitt an der Nordwestseite des Bergkegels (Dezember 2013)
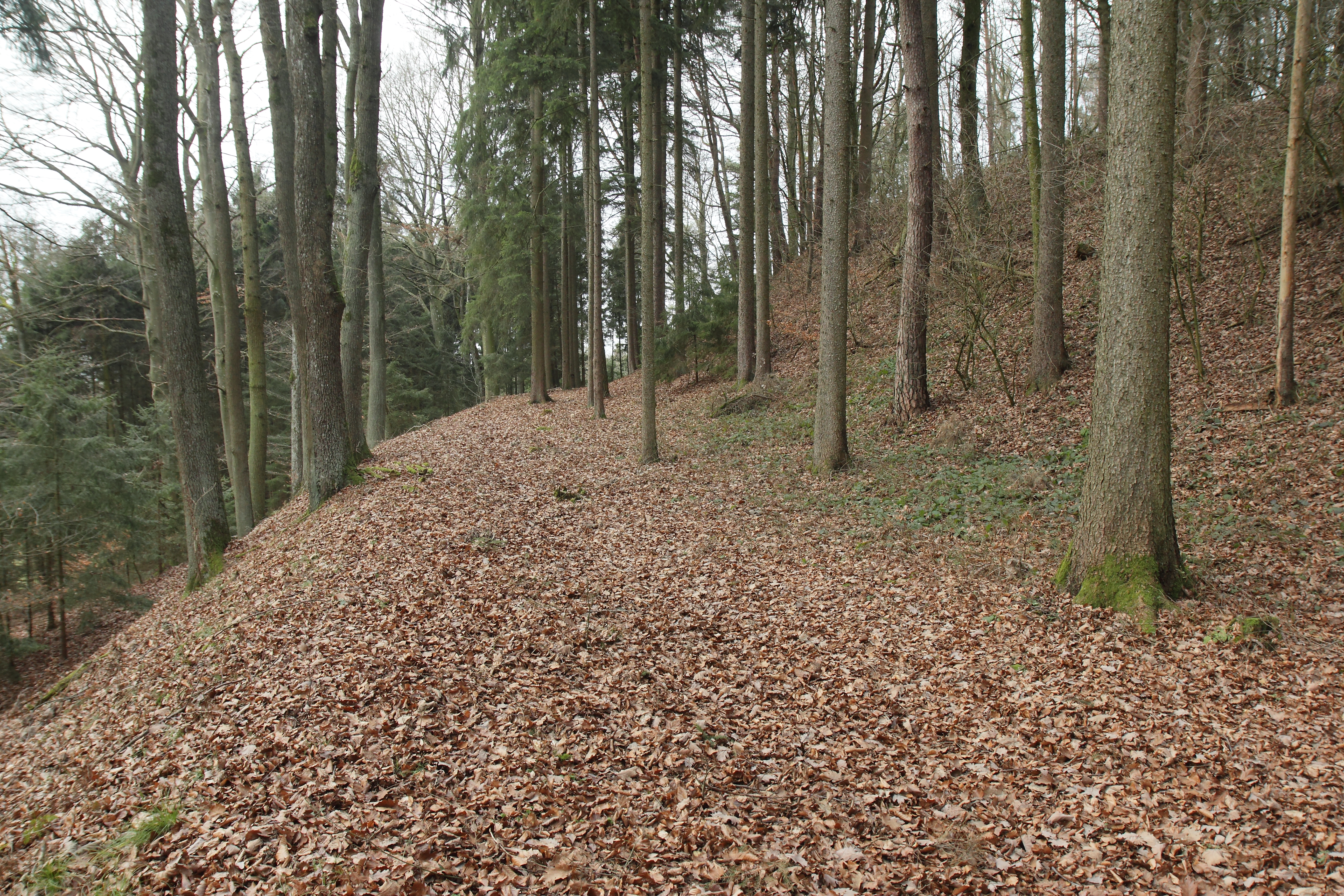
Bild 5: Zu einer Terrasse verflachter Ringwallabschnitt an der Südwestseite des Bergkegels (Dezember 2013)
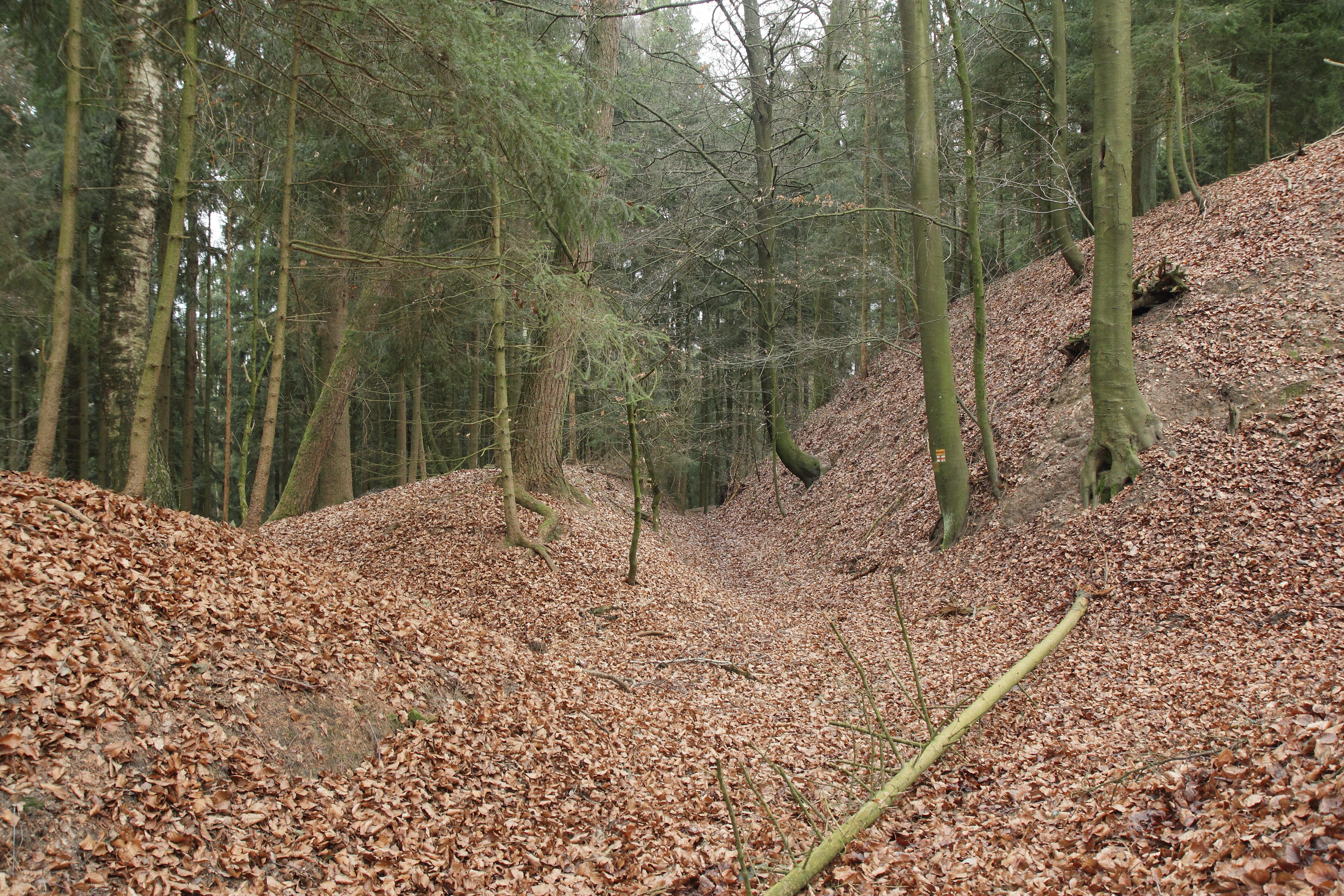
Bild 6: Vom Abschnittsgraben durchstoßener Ringwallabschnitt an der Nordseite des Bergkegels, rechts der Anstieg zum Vorburggelände (Dezember 2013)
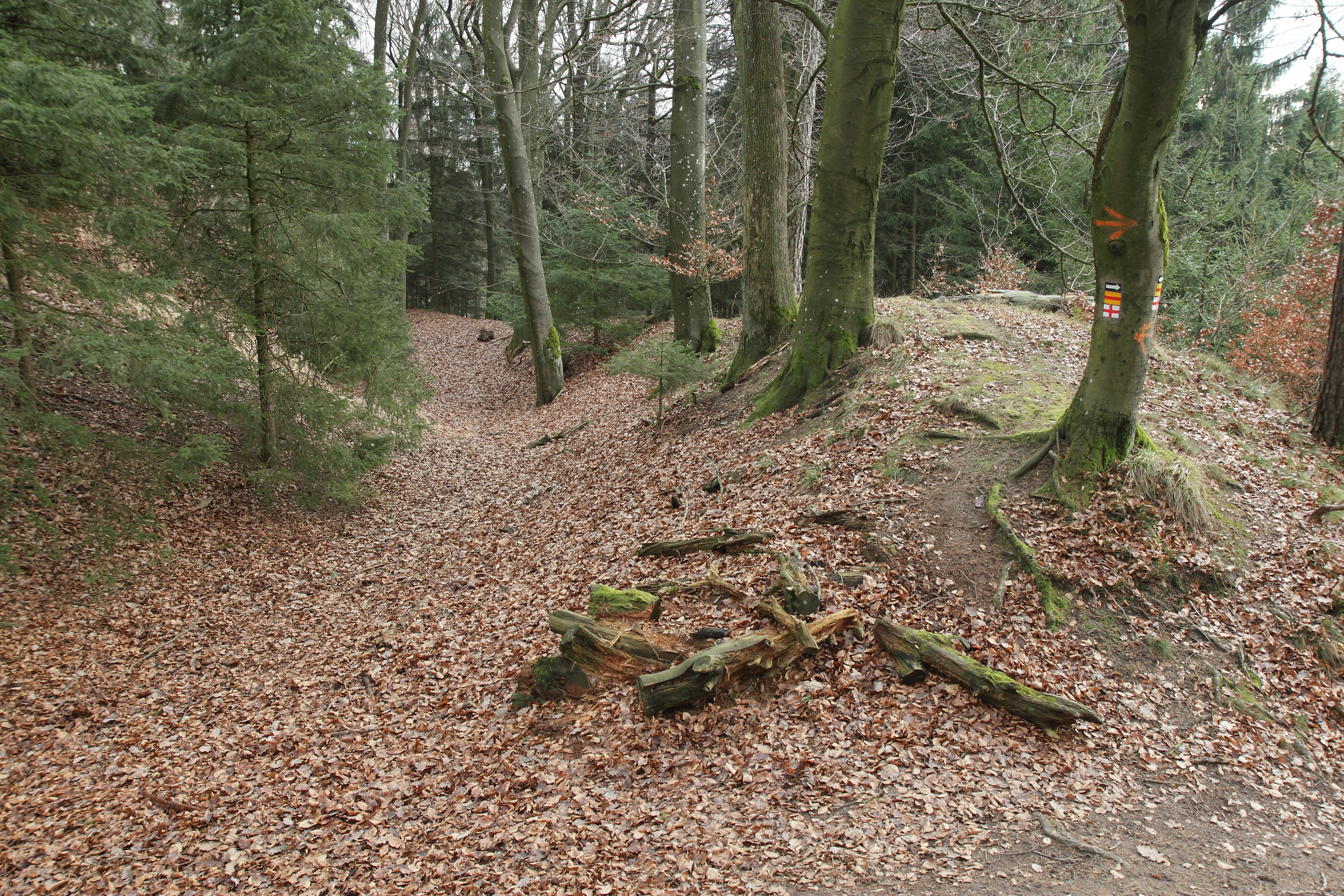
Bild 7: Ringwallabschnitt an der Westspitze des Bergkegels (Dezember 2013)
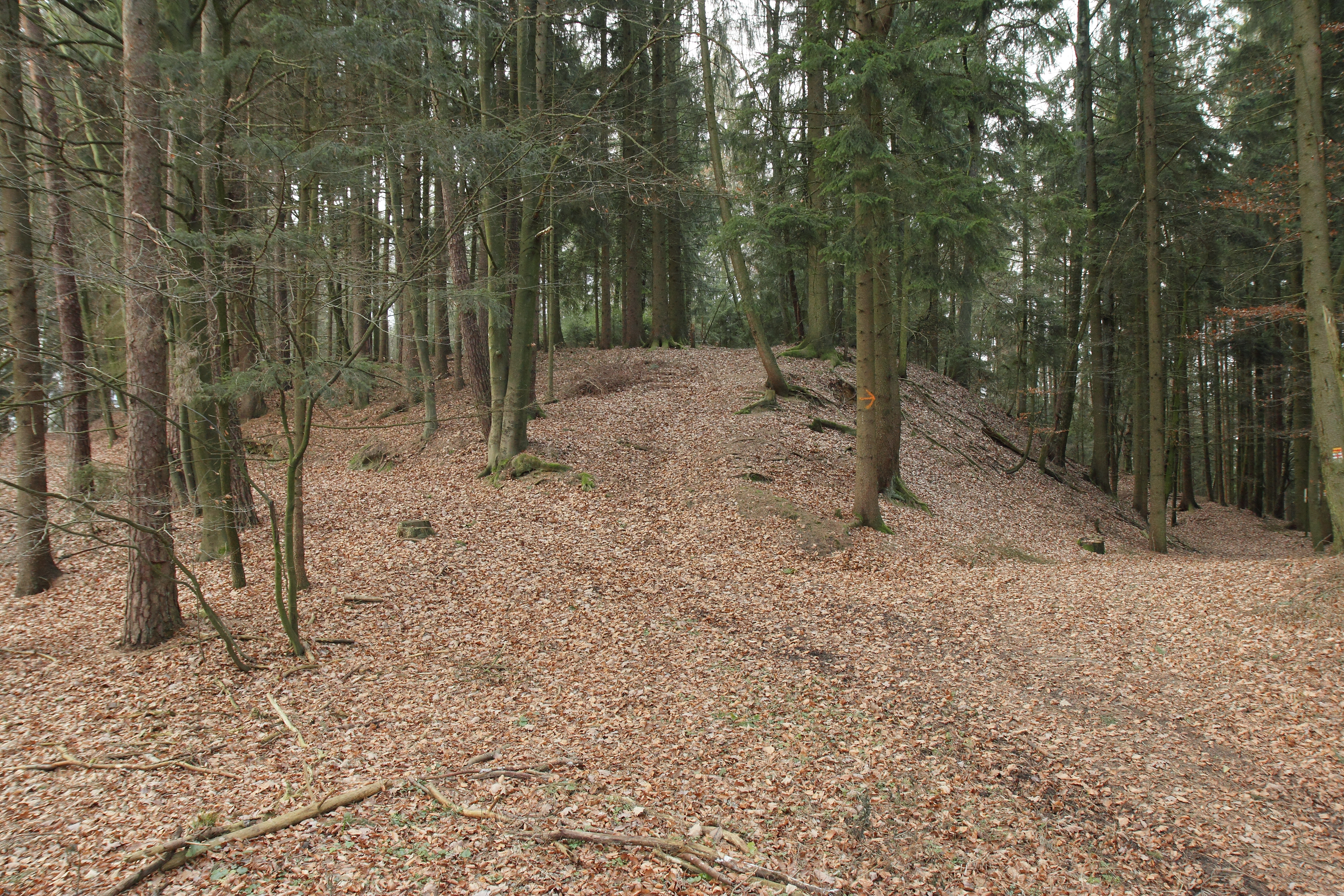
Bild 8: Ostspitze der Vorburg, links setzt der Ringwall aus (Dezember 2013)
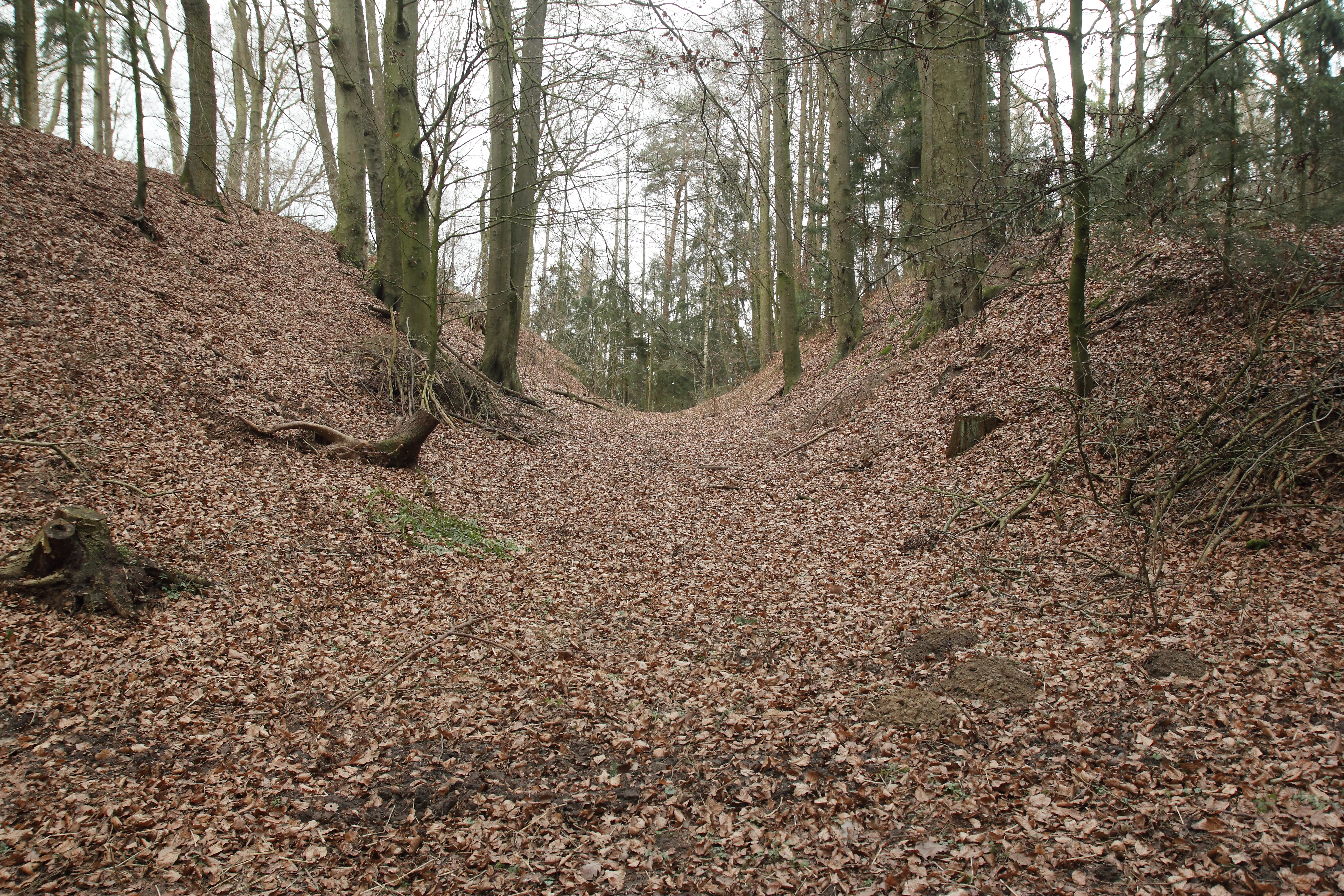
Bild 9: Profil des Abschnittsgrabens, Blick nach Norden (Dezember 2013)
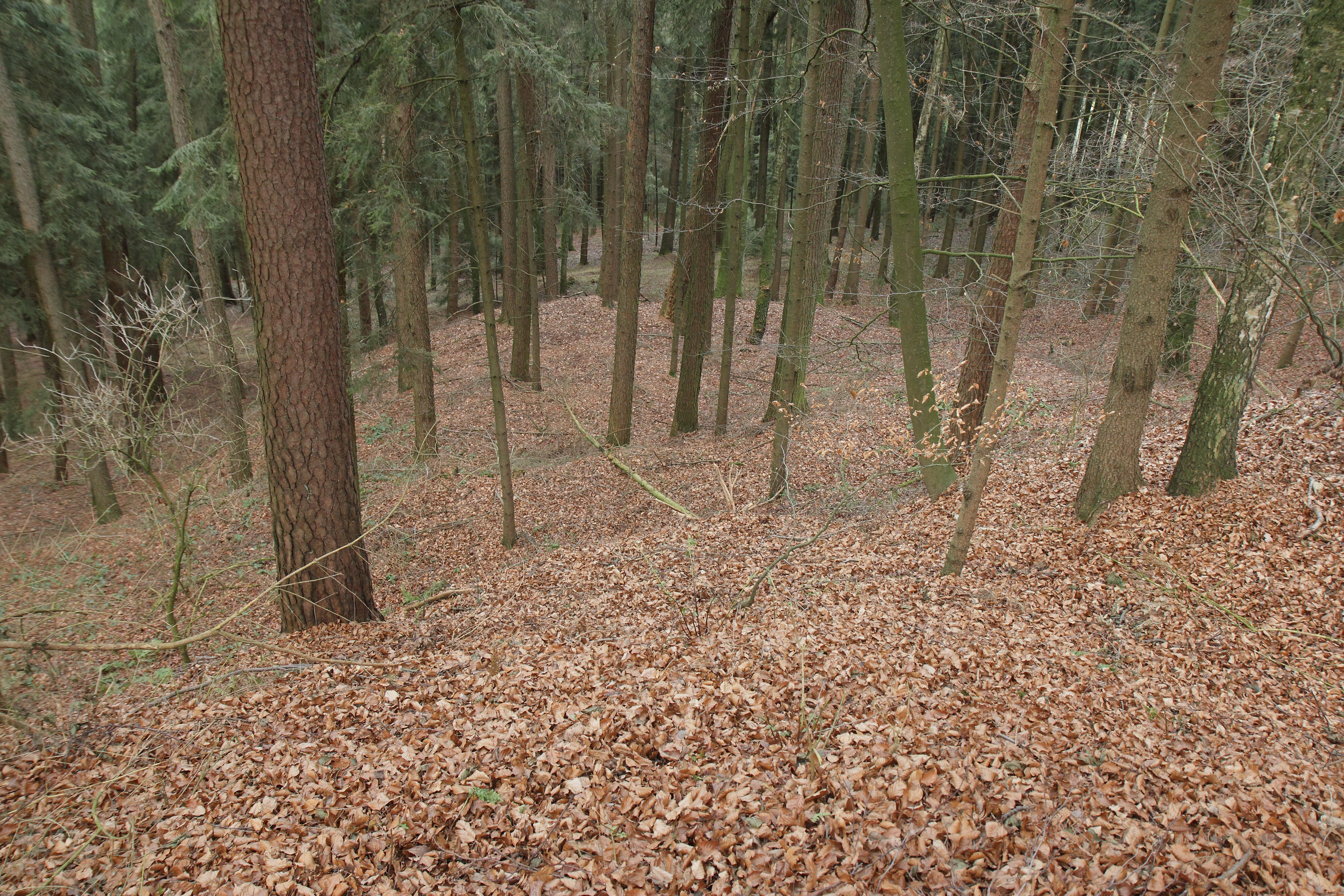
Bild 10: Nördlicher Abraumhügel des Abschnittsgrabens (Dezember 2013)